# Modellismo automobilistico dinamico

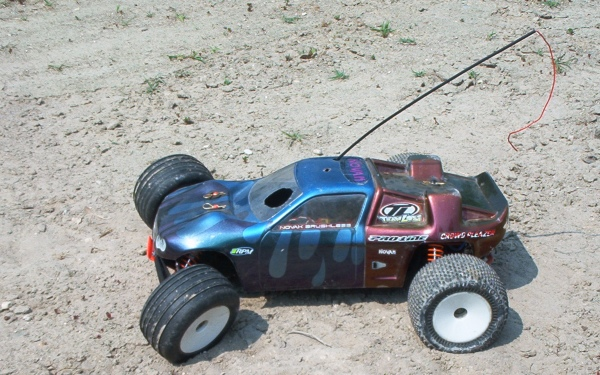
Modello elettrico da offroad Team Losi XXX-T

Il modellismo automobilistico dinamico consiste nell'assemblaggio, nella messa a punto e nel mantenimento di riproduzioni di automobili in scala con le quali è possibile partecipare a delle gare di corsa.
Più precisamente si assembla un modellino in scala con varie parti che caratterizzano i principali punti di forza e debolezza (motore potente o veloce, rapporti per la velocità costante o per accelerazione, pneumatici duri, morbidi, da pioggia, elementi elettronici ed elettromeccanici per il comando a distanza come trasmettitori, radioricevitori e servocomandi, i vari organi meccanici e i relativi settaggi come bracci di sterzo, vari leveraggi, mozzi con eccentrici per le ruote, ammortizzatori, barre antirollio, ecc.). Per quanto riguarda i settaggi che apportano significative variazioni alle prestazioni vi sono la campanatura (detto anche angolo camber), l'angolo d'incidenza del perno portamozzo con l'asse perpendicolare al suolo (detto anche angolo caster), la convergenza, l'angolo di sterzata (per riprodurre al meglio le condizioni per l'effetto ackermann (da Rudolph Ackermann inventore di un particolare sistema di sterzaggio), ecc.
Tra le parti principali di un automodello da corsa vi è anche la carrozzeria che può essere modificata, colorata ed abbellita in modo da personalizzare quanto più possibile il proprio automodello (anche se in alcuni campionati o categorie di corse i regolamenti vincolano l'aspetto delle carrozzerie ad una certa fedeltà rispetto a particolari modelli di automobili reali). 
Si distinguono inoltre gli automodelli da corsa attraverso la fonte di alimentazione da cui traggono energia per il movimento:
- Automodelli elettrici: sono generalmente dei modellini di auto in scale ridotte (dalla scala 1/36 alla scala 1/8) che si muovono attraverso l'utilizzo di motori elettrici, un regolatore elettronico e batterie;
- Automodelli a scoppio: sono automodelli (per esempio 1/18, si può arrivare anche alla scala 1/4) che utilizzano motori alimentati da diverse sostanze combustibili: i motori per le scale più grandi (1/4-1/5-1/6) vanno con miscela di normale benzina e olio per miscele 2 tempi mentre i motori più piccoli (detti appunto micromotori) usano una miscela composta da nitrometano, metanolo e olio lubrificante (che può essere sintetico oppure di ricino);

## Automodelli elettrici

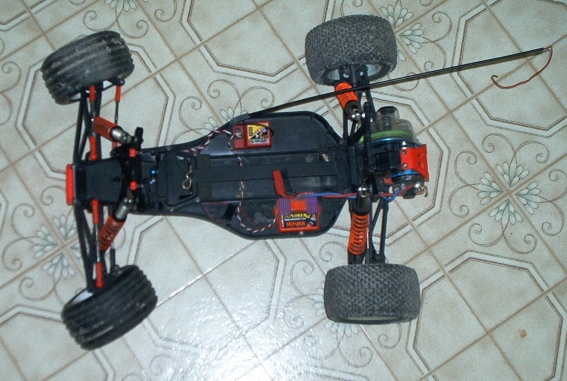
Team Losi XXX-T, modello elettrico
(la carrozzeria è stata rimossa)

Gli automodelli elettrici possono essere radiocomandati (RC) oppure telecomandati tramite rotaia elettrificata (Slot car). Le scale di riduzione degli automodelli RC variano solitamente dalla 1/18 fino alla 1/5 (la più grande). Ultimamente, però, sono stati immessi nel mercato anche automodelli radiocomandati di dimensioni ancora più ridotte (ad esempio in scala 1/28 e 1/24) che mantengono le principali caratteristiche degli altri modelli radiocomandati. I modelli RC si distinguono tra diverse categorie. Le principali sono: fuoristrada 1/10 buggy, touring 1/10, prototipo 1/10, drift 1/10, prototipo 1/12 e touring 1/18. La scala di riduzione delle slot è 1/32. Solo nel caso degli automodelli radiocomandati "touring" e "slot", si tratta di riproduzioni in scala di auto esistenti, i buggy e i prototipi (salvo alcune eccezioni) sono realizzati seguendo canoni puramente funzionali e/o aerodinamici e raramente somigliano ad auto reali.
Esistono anche automodelli elettrici non pilotati attraverso i radiocomandi/telecomandi, un esempio i modelli denominati Mini 4WD: automodelli in scala 1/32 a quattro ruote motrici che eseguono un percorso per "costrizione", attraverso deviazioni statiche (i muretti di una pista che una Mini4wD è costretta a seguire durante la sua marcia) o dinamiche (la paletta di un bastone di guida che emula i muretti delle piste).
Spesso si è portati a pensare che il modellismo elettrico sia inferiore a quello a scoppio per prestazioni quali accelerazione e velocità di punta. Ciò non è vero, in quanto vi sono modelli elettrici, che, dotati di motori brushless e batterie potenti, possono facilmente far fronte a modelli a miscela, in quanto più leggeri e dotati comunque di un buon propulsore.

## Automodelli a scoppio

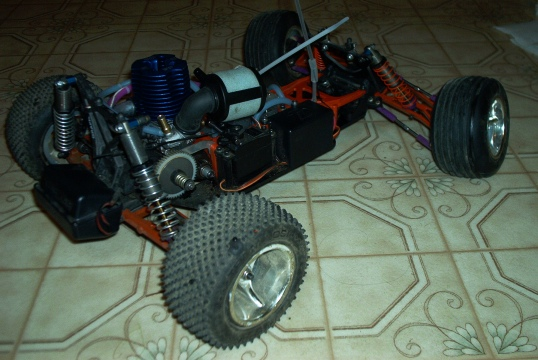
Team Losi XXX-NT, modello a scoppio
(la carrozzeria è stata rimossa)

Gli automodelli a scoppio si classificano per scala, cilindrata e trazione.
Le scale disponibili sul mercato sono svariate. Le principali sono: 1:10; 1:8; 1:5.Solo in alcuni modelli 1/18 il motore a combustione interna è presente, per esempio nella Kyosho mini inferno 09 in scala 1/16 con motore da 1,5cc e molti tipi di x-ray come la nt18t che è un mini truggy 1/18 con motore da 0.8 cc, o la nt18mt che è un mini monster truck 1/18 anch'esso con motore da 0.8cc.
La scala 1:10 viene usata per modelli sia da pista che da rally, con dimensioni tra 36 cm e 46 cm di lunghezza e non oltre i 20 cm di larghezza. Il peso di questi automodelli solitamente varia tra 1,8 e 2,4 kg solitamente sono spinti da propulsori a scoppio a due tempi, alimentati con una miscela di alcol metilico, olio di ricino o sintetico e nitrometano. Le cilindrate utilizzabili con i modelli a scoppio in scala 1:10 variano tra 2,1 e 2,5 cm³, nel regolamento amsci per gare turing sono ammessi solo motori da 2.1cc. La potenza erogata può raggiungere 1,5 cv e permettere di superare i 90 km/h di velocità massima. La scala 1:10 permette di imparare in modo preciso a pilotare un modellino radiocomandato, con la possibilità di passare a scale maggiori e con la possibilità di diventare pionieri della scala, per poi vincere gare e campionati.
La scala 1:8 è la migliore, in fatto di prestazioni e possibilità di personalizzazione estetica e tecnica. I Buggy,i Truggy e i Monster truck sono solitamente costruiti con questa scala. I modelli da pista disponibili sono di tipologia lola e rally, inoltre più rara la categoria rigida con trazione posteriore e senza ammortizzatori. I primi hanno ruote coperte e trazione integrale, i secondi sono a ruote scoperte e sono a trazione posteriore. I motori che equipaggiano questi mini-bolidi hanno una cilindrata tra 2,5 e 3,5 cm³, per regolamento amsci per far gare la cilindrata deve essere di 3.5cc, che gli permette di erogare fino a 2,8 cv. Il peso di questi modelli è di circa 2,5–3 kg e la velocità può raggiungere i 130 km/h. la larghezza varia tra 22 e 30 cm, mentre la lunghezza tra 50 e 70 cm.
I modelli da fuoristrada sono più lenti, ma con una ripresa notevole. I Monster Truck, come dice già il nome, hanno potenze e accelerazioni mostruose, che permettono di superare dislivelli notevoli e di spiccare salti molto lunghi. 
i modelli in scala 1:5 sono i più potenti ed anche i più grandi. Infatti i propulsori, che raggiungono i 45 cc (ma il regolamento AMSCI per le gare esige un motore da 23cc), possono erogare potenze paritetiche ai tagliaerba e alle motoseghe. Sono solo a trazione posteriore, ma alcune case hanno messo in commercio alcuni buggy o truggy 4wd. Le loro notevoli dimensioni non gli permettono di raggiungere velocità ragguardevoli, infatti raggiungono "solo" i 90–100 km/h,.Inoltre esistono automodelli prodotti artigianalmente in scala 1:2 (che non possono partecipare al campionato AMSCI) ovvero le misure dell'auto costruita sono la metà rispetto a quelle del modello vero (questa scala sempre prodotta artigianalmente e molto diffusa nell'aeromodellismo dinamico)
Gli automodelli da pista sono la sintesi di tre esigenze: 
- Velocità di punta elevata;
- Ottima tenuta di strada;
- Notevole precisione di guida.

Queste prestazioni vengono raggiunte esasperando le soluzioni meccaniche di telaio, sospensioni, trazione, trasmissione e freni.
Il telaio è l'elemento portante dell'automodello e serve come base per il montaggio di tutti i componenti e a dare rigidità al modello. La rigidità del modello permette di aumentare le prestazioni in curva, facendogli seguire con precisione la traiettoria impostata. I modelli 1:8 da pista hanno un telaio costituito da una piastra in ergal o lega metallica spessa dai 2 ai 7 mm. Lo spessore notevole permette al telaio di sopportare le sollecitazioni che subisce in pista.
Altro componente di fondamentale importanza per assorbire le asperità della pista sono le sospensioni. Esse sono studiate per ridurre al minimo l'altezza da terra. Un'altezza inferiore ai 3–4 mm permette di ottimizzare la penetrazione aerodinamica, che può portare la tenuta di strada a livelli ottimali. Le sospensioni sono dotate di ammortizzatori idraulici, che permettono una tenuta ottimale, grazie alla risposta progressiva. 
La trazione dei modelli da pista è principalmente integrale. La trazione integrale permette di avere un controllo più diretto e più veloce sul mezzo, a discapito della complessità meccanica e dell'aumento di peso. I modelli in scala 1:8 a ruote scoperte (con carrozzeria da F1) sono a trazione posteriore. I modelli a trazione posteriore sono più divertenti e complessi da guidare, con la necessità di continui controlli della direzione e dosaggi di potenza in curva. 
La trasmissione è l'insieme dei componenti meccanici che trasferiscono il moto dal propulsore alle ruote motrici. Negli automodelli da pista l'albero di trasmissione è sostituito da un sistema di cinghie o cardani, che offrono una risposta migliore, sopportando maggiormente le repentine accelerazioni e decelerazioni. Il differenziale completa la trasmissione. Questo dispositivo permette di ovviare alla diversa lunghezza del percorso delle ruote interne rispetto a quelle esterne. Infatti, a parità di angolo di sterzata, le ruote interne percorrono meno strada rispetto a quelle esterne. Il differenziale dà gioco alle ruote, permettendo che il modello riesca a curvare senza sforzare sulle ruote, evitando un maggior consumo e una difficoltà di percorrenza in curva.
esistono tre tipo di differenziali:
- differenziale, dotato di satelliti o a sfere
- scatto libero, da potenza solo in accelerazione, mentre in frenata lascia girare le ruote in modo libero donando al modello maggior scorrevolezza
- palo, blocca le ruote in modo da avere la massima trazione

Le velocità che i mini-bolidi con motore a combustione interna possono raggiungere sono notevoli, quindi necessitano di un buon impianto frenante. L'impianto è costituito da un potente freno a disco che non agisce singolarmente su ogni ruota, bensì sulla trasmissione. Vi è un solo freno (per ragioni di semplicità e spazio) sui modelli da pista, che, comandato dal pilota, rallenta il moto di un componente della trasmissione, che fa rallentare il modello. Se è invece presente un differenziale centrale sono solitamente montati due dischi in modo da poter bilanciare la frenata tra avantreno (che può sopportare un carico maggiore) e retrotreno.
Per ottenere sempre il massimo dal proprio modello è consigliato, soprattutto a modellisti più esperti, di assettare il proprio veicolo a seconda della pista, per assecondarne eventuali dossi o deformazioni oppure anche per ottimizzare il consumo delle gomme in relazione al tipo di curve da affrontare durante la gara.
Gli automodelli con motore a combustione interna vengono venduti già montati (detti RTR, ovvero Ready To Run), oppure da assemblare. Quelli da assemblare sono accompagnati da un manuale per aiutare la costruzione, l'utilizzo e la manutenzione e sono generalmente modelli d'alta competizione caratterizzati anche da un costo notevolmente più elevato rispetto agli RTR. Quelli già assemblati hanno comunque un manuale d'uso, per la manutenzione e l'utilizzo.
È consigliabile leggere con attenzione il manuale d'uso di ogni automodello, per evitare malfunzionamenti e danni a cose o persone.

## Principali categorie di modelli
Le competizioni di "alto livello" vedono come protagoniste due scale, ovvero 1/10 ed 1/8 ripartite nelle seguenti categorie:
On road
- 1/18 Pista
- 1/10 Touring
- 1/12 Pan Car
- 1/8 Pista
- 1/8 Rally Game
- 1/5 Touring
- 1/5 F1
- 1/4 Dragster
- 1/10 Formula

Off road
- 1/18 buggy (off road)
- 1/10 buggy
- 1/10 truggy
- 1/8 buggy
- 1/8 truggy (misure maggiori rispetto ad un buggy e con ruote del monster truck)
- monster truck
- Crawler e scaler
- 1/5 buggy

Per quanto riguarda la categoria Rally Game vi sarebbero in realtà due sottocategorie: 
- la Rally Game "pura" anche se la meno praticata, prevede modelli con trasmissione su cardani
- la più recente e diffusa Rally GT, dove i modelli sono contraddistinti dalla trasmissione a cinghie che conferiscono velocità più elevate.

Quest'ultima categoria è stata recentemente al centro di alcune polemiche da parte dei suoi praticanti, venivano appunto contestate le evoluzioni sempre più tecnologiche di assetto e messa a punto dei modelli, ricordando che il rally game nacque come categoria mista, dove i tracciati in origine prevedevano addirittura tratti misti fra asfalto e terra, oggigiorno le GT assomigliano sempre più alle macchine da pista, dalle quali differiscono principalmente solo per la mancanza del cambio a due rapporti e per gli pneumatici in lattice anziché in spugna.

## Giocattoli
Esistono delle automobili radiocomandate giocattolo, molto più semplici e a basso costo. 
Rispetto a quelle "vere" presentano delle limitazioni:
- La trazione è quasi sempre posteriore, anche nelle automobili che nella realtà utilizzano un altro tipo
- Vanno ad un'unica velocità e non frenano
- La componentistica, per contenere i costi, è di bassa qualità e soggetta a notevole usura
- Le prestazioni (accelerazione, velocità, ripresa, manovrabilità, ecc) sono nettamente inferiori
- È possibile sterzare solo completamente.
- Non è possibile cambiare pezzi es. Motore, senza fare modifiche strutturali